# Серафим (Соболєв)
Серафим (в миру Микола Борисович Соболєв, 1 грудня 1881, Рязань, Російська імперія — 26 лютого 1950, Софія, Болгарія) — російський і болгарський релігійний діяч, монархіст, діяч Російської православної церкви закордоном. Тимчасово мав титул єпископа Лубенського РПЦ на території УНР.
В еміграції став ідеологом російського православного монархізму, автор книги «Російська ідеологія».
Канонізований 3 лютого 2016 Архієрейським собором Російської православної церкви в лику святителів. Пам'ять — 13/26 лютого.

## Життєпис
Народився в Рязані 1 грудня 1881 у родині Бориса та Марії Соболєвих.
У 1894 Микола Соболєв був прийнятий до другого класу Рязанського духовного училища, потім закінчив Рязанську духовну семінарію.
У 1904 вступив до Санкт-Петербурзької духовної академії.
26 січня 1908 на останньому курсі духовної академії єпископом Ямбурзьким Сергієм Тихомировим був пострижений у чернецтво з ім'ям Серафим на честь Серафима Саровського.
16 лютого 1908 висвячений єпископом Сергієм Тихомировим в сан ієродиякона, а 31 березня — в сан ієромонаха.
16 вересня 1908 вчена рада академії за підсумком захисту дисертації «Учение о смирении по Добротолюбию» удостоїла ієромонаха Серафима наукового ступеня кандидата богослов'я з правом отримання ступеня магістра без нових усних випробувань. Професор Олександр Бронзов в рецензії зазначив глибоке вивчення автором теми і підкреслив, що робота виходить за рамки кандидатської дисертації.
У 1908 ієромонах Серафим почав викладацьку діяльність у пастирському богословському училищі в Житомирі, відкритому архієпископом Антонієм Храповицьким, потім був переведений доглядачем Калузького духовного училища.
У 1911 призначений на посаду інспектора Костромської семінарії.
22 грудня 1912 призначений ректором Воронезької духовної семінарії з возведенням у сан архімандрита.
Ситуація в духовних семінаріях того часу була складною, і Воронезька семінарія не була винятком: вихованці навіть вчинили замах на ректора та інспектора семінарії, а 1912 рік відзначився справжнім бунтом семінаристів. Архієпископ Волинський Антоній Храповицький у зв'язку з новим призначенням отця Серафима написав йому: «Ви призначені в найбезнадійнішу і бунтарську семінарію».
1 травня 1917 заявив на Воронезькому єпархіальному зібранні про відмову від редагування «Воронежських єпархіальних відомостей» і 17 червня передав справи новій редакції.
На півдні Російської імперії архімандрит Серафим увійшов до підпорядкування Тимчасовому вищому церковному управлінню (ВВЦУ). Короткий час очолював Таврійську духовну семінарію.
Його хіротонію в Сімферополі 1 жовтня 1920 очолив митрополит Київський Антоній Храповицький, згодом голова Архієрейського синоду.
14 листопада на комендантському пароплаві «Херсонес» разом з комендантом Севастополя генералом Миколою Стоговим емігрував до Константинополя. Навесні 1921 переїхав у Болгарію.
У 1921 призначений єпископом Богучарським, вікарієм Воронезької єпархії.
31 серпня 1921 ухвалою Вищого російського церковного управління закордоном єпископу Серафиму було доручено управління російськими православними громадами в Болгарії. Влітку того ж року очолив Болгарське благочиння російських парафій; настоятель колишнього російського посольського храму в Софії. Продовжував іменуватися «Лубенським» до прийняття спеціального визначення Архієрейським Синодом про його титул 31 грудня 1929 — «Про перейменування Преосвященного Серафима, Єпископа Лубенського, у Єпископа Богучарського» — за його рапортом: відомості про його переміщення на вікарну кафедру Воронезької єпархії (Богучар) патріархом Тихоном надійшли в Архієрейський синод тільки в 1928 («примірник списку ієрархів Російської Православної Церкви»).
Його імені не було серед восьми ієрархів РПЦЗ, підданих забороні указом заступника патріаршого місцеблюстителя митрополита Сергія і при ньому патріаршого Священного синоду «Про Карловацку групу» від 22 червня 1934 № 50; в 1930-х підтримував зносини з митрополитом Литовським Елевферієм Богоявленським і архієпископом Веніаміном Федченковим, що перебували в юрисдикції Московського патріархату.
У 1934 головою Архієрейського Синоду митрополитом Антонієм Храповицьким зведений в сан архієпископа.
У 1935 дав детальну богословську оцінку вчення про «ім'яслав'я» у своїй роботі проти софіології Володимира Соловйова, Сергія Булгакова і Павла Флоренського.
У серпні 1938, на II Загальнозакордонному церковному соборі в Сремських Карловцях, представив доповідь про екуменічний рух, в якому обгрунтовував неприпустимість участі в ньому Православної церкви.
У праці «Російська ідеологія» (1939) відстоював необхідність для Російської федерації монархічного правління, засуджував секулярні перетворення Петра І і його послідовників, вихваляв лінію патріарха Никона, закликав до «відновлення в майбутньому Росії істинного самодержавства на основі симфонії влади», закликав «неухильно засуджувати безбожництво і всілякі відхилення від православної віри», а також прийняти закон, який би суворо — аж до смертної кари карав за пропаганду атеїзму і блюзнірство.
У статті «Про новий і старий стиль» вказував на протиріччя григоріанського календаря Церковному статуту і сформованої богослужбової традиції.
У 1943 відмовився від участі в «Архієрейській нараді ієрархів Православної російської церкви закордоном» у Відні 21 — 26 жовтня 1943, яка проходила під заступництвом влади Третього рейху; сприяв подоланню схизми Болгарської церкви (знята в лютому 1945).
2 березня 1945 архієпископ Серафим направив лист патріарху Алексію I, в якому вітав його з обранням предстоятелем Російської православної церкви.
15 квітня 1945 архієпископ Серафим звернувся до патріарха з проханням про прийняття до Московського патріархату.
У доповіді до Ради у справах РПЦ (кінець квітня 1945) глави делегації Московської патріархії, яка відвідала Болгарську церкву, архієпископа Львівського Григорія Чукова, на основі якої була підготовлена доповідна записка Йосипу Сталіну, давалася наступна характеристика Серафиму: «<… > людина аполітична, безумовно духовна, але дуже „вузька“ і політично досить тупа, проте, користується великою повагою приходу».
30 жовтня 1945 прийнятий разом з сімома російськими парафіями в Болгарії в юрисдикцію Московського патріархату.
У 1946 прийняв совєцьке громадянство; в кінці грудня того ж року уряд СССР передав до його відання колишню посольську церкву Миколи Чудотворця в Софії.
У липні — серпні 1948 перебував у Москві, куди був запрошений для участі в Нараді глав і представників автокефальних Православних церков.
Це було зроблено для нейтралізації екуменічно налаштованого екзарха Стефана Шокова.
Помер 26 лютого 1950 в Софії. На відспівування прийшли всі синодальні архієреї Болгарської церкви, сонм єпископів, архімандритів і священиків. Похований в крипті під вівтарем Нікольського храму.

## Шанування і канонізація

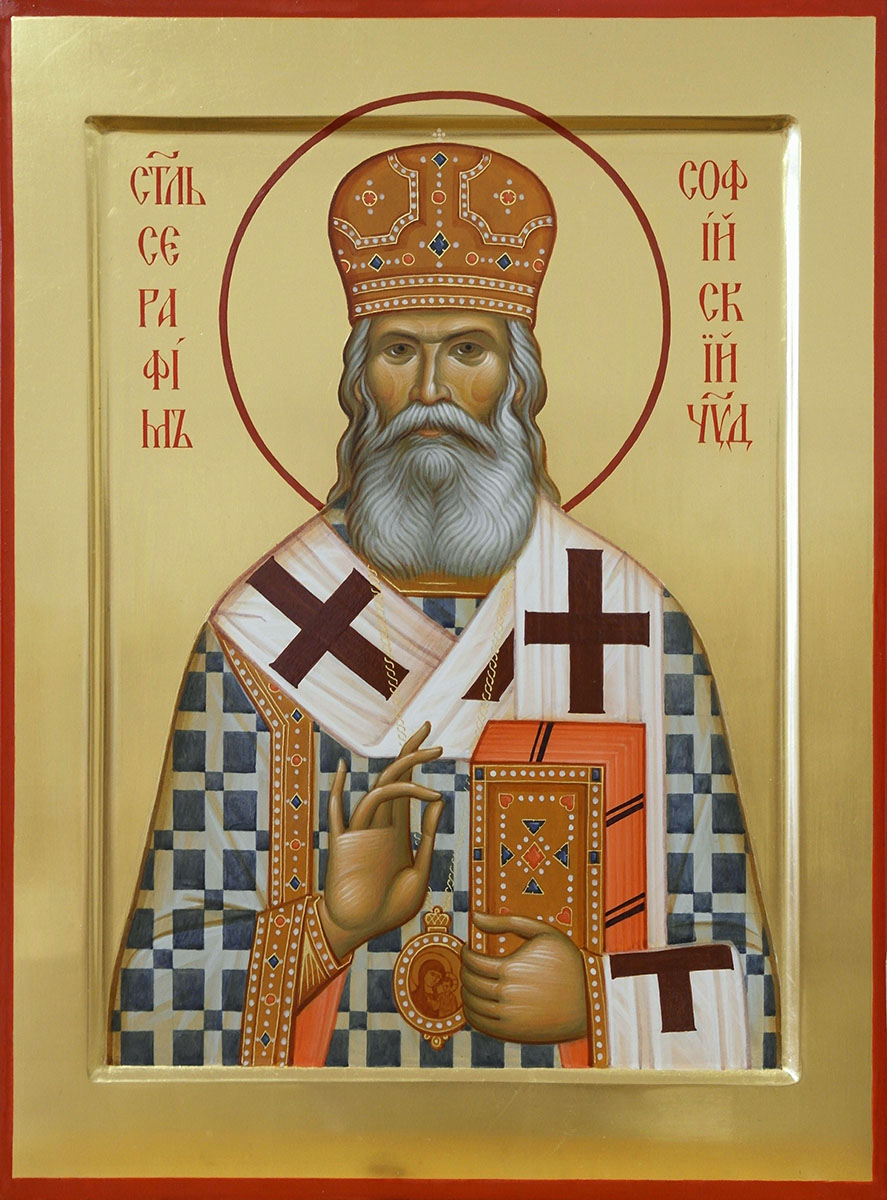

Ще за життя вважався старцем і провидцем. У Болгарській Православній Церкві неодноразово піднімалося питання про його канонізацію.
У лютому 2002 канонізований неканонічною Старостильною православною Церквою Болгарії ; канонізація була фактично визнана керівництвом РПЦЗ, з якої Болгарська старостильна церква в той час підтримувала зносини.
Велику роботу з підготовки канонізації архієпископа Серафима провів призначений у 2011 році настоятелем російського подвір'я в Софії архімандрит Філіп Васільцев.
У серпні 2013 на офіційних сайтах РПЦ та БПЦ з'явилося повідомлення про збір свідчень про допомогу архієпископу Серафиму Соболєву для передачі до Синодальної комісії з канонізації святих.
У лютому 2015 в Софії пройшли пам'ятні заходи, присвячені 65-річчю від дня кончини архієпископа Серафима Соболєва. На прем'єрі фільму «Архієпископ Серафим, Софійський чудотворець» архімандрит Філіп Васільцев зазначив: «Ми сподіваємося, що наші торжества стануть малим внеском у справу канонізації архієпископа Серафима». Ідею канонізувати архієпископа Серафима підтримав Патріарх Болгарський Неофіт.
3 — 4 грудня 2015 відбулися засідання спільної комісії РПЦ та БПЦ, яка рекомендувала канонізувати архієпископа Серафима.
24 грудня 2015 Священний Синод РПЦ постановив «Винести питання про канонізацію архієпископа Богучарського Серафима Соболєва на розгляд Архієрейського Собору РПЦ».
Питання про прославлення в лику святих архієпископа Богучарського Серафима Соболєва було розглянуто 3 лютого 2016 на п'ятому засіданні Архієрейського Собору в Храмі Христа Спасителя. У засіданні взяла участь делегація БПЦ, до складу якої увійшли митрополит Варненський і Великопреславський Іоанн Іванов, єпископ Знепольський Арсеній Лазаров, архімандрит Феоктист Димитров. З доповідями, присвяченими життю і шануванню Серафима Соболєва, виступили голови Спільної комісії РПЦ та БПЦ з питання канонізації архієпископа Серафима — митрополит Волоколамський Іларіон (Алфеєв) та митрополит Варненський і Великопреславський Іоанн (Іванов). Про необхідність прославлення архієпископа Серафима в лику святих в своїх виступах говорили Патріарх Кирило, митрополит Східно-Американський і Нью-Йоркський Іларіон (Капрал), митрополит Ризький і всієї Латвії Олександр (Кудряшов), митрополит Воронезький і Лискинський Сергій (Фомін), митрополит Рязанський і Михайлівський Марк (Головков), архімандрит Філіп (Васільцев).
Члени Собору одноголосно проголосували за канонізацію архієпископа Серафима. Потім митрополит Волоколамський Іларіон оголосив діяння Архієрейського Собору про прославлення в лику святителів архієпископа Богучарського Серафима. Члени Собору проспівали величання новопрославлених святих.

## Погляди
За своїми політичними переконаннями був монархістом. У своїй праці «Російська ідеологія» (1939), Серафим відбудовує принцип симфонії, де царська влада шанувала б священство і діяла б у згоді з церковною владою. Як приклад такої симфонії він розглядає Московське царство до початку реформ Петра I. Симфонія, згідно архієпископу Серафиму, служила запорукою процвітання Московії. Петро ж, ідеалом якого був західноєвропейський абсолютизм, обмежив у правах Церкву і зруйнував симфонію, що на думку архієпископа Серафима, стало причиною загибелі Московії і через два століття призвело до агресивної безбожництва.
Абсолютизм архієпископ Серафим відкидав, наголошуючи на тому, що Імператор повинен діяти в суворій відповідності з ученням Церкви.
Крім того архієпископ Серафим виступив і проти вчень, що виникли в емігрантському богослов'ї — теорії спокутування митрополита Антонія Храповицького і вчення про Софію протоієрея Сергія Булгакова.

## Праці
- Новое учение о Софии, Премудрости Божией, магистрская диссертация, София, 1935
- Защита софианской ереси прот. С. Булгаковым перед лицом Архиерейского собора, София, 1937
- «Акафист преподобному и богоносному отцу нашему Иоанну, пустынножителю Рыльскому, чудотворцу» (на церковнославянском языке), 1938
- Русская идеология [Архівовано 29 березня 2012 у Wayback Machine.]. София 1939 (репринт: Джорданвилл, 1981)
- Объ истинномъ монархическомъ міросозерцаніи. Софія: [Б. и.], 1941. 126 с. (2). 1 000 экз.
- Искаженіе православной истины въ русской богословской мысли. Софія: [Б. и.], 1943. 349 с. 500 экз.
- «Надо ли Русской Православной Церкви участвовать в экуменическом движении?» [Архівовано 10 травня 2008 у Wayback Machine.] // Деяния Совещания Глав и Представителей автокефальных Православных Церквей. — М.: Изд-во Московской Патриархии, Т. II, 364—368.
- «О новом и старом стиле» [Архівовано 26 вересня 2012 у Wayback Machine.], 1948
- «Отступление русского народа от православной веры», Православная Русь, 1978, № 23, 2-4
- Святитель Серафим Соболев. Жизнеописание и сочинения. — St. Herman of Alaska Brotherhood Press. — 1992.